# Halimah Yacob
Halimah binti Yacob (Jawi: حليمة بنت يعقوب; Singapur, 23 de agosto de 1954) es una abogada y política singapurense, que ejerció como presidenta de Singapur desde 2017 a 2023, y fue la primera mujer en ocupar el cargo. Presidió el Parlamento de 2013 a 2017. Pertenece a la etnia malaya.

## Biografía
Yacob forma parte de la etnia tradicionalmente más pobre de Singapur, una que no tiene siquiera representación en los más altos escalafones del Ejército y apenas cuenta con un puñado de miembros dentro de la judicatura.
Es hija de un musulmán de origen indio y de madre malaya. Estudió derecho en la Universidad Nacional de Singapur. Trabajó como sindicalista y se inició en política con el Partido de Acción Popular (PAP), que gobierna el país desde 1959.
Entró como diputada en el Parlamento en 2001 y asumió su primer cargo ministerial en 2011, como secretaria de Deportes, Juventud y Desarrollo Comunitario. 
En enero de 2013 se convirtió en la novena presidente del Parlamento de Singapur y la primera mujer que asumió este cargo. Dimitió el 7 de agosto de 2017 como Presidente del Parlamento y miembro del Parlamento, así como a su afiliación al Partido de Acción Popular, para participar en las elecciones de Singapur de 2017.

## Presidente de Singapur
Yacob se convirtió en la primera presidente de Singapur sin pasar por las urnas. Sucedió de manera automática al séptimo presidente, Tony Tan sin necesidad de ser votada porque fue la única candidata que reunía las condiciones establecidas por la ley tras la aprobación en 2016 de una reforma de la Constitución por la cual los comicios presidenciales quedan reservados a una de las etnias de la ciudad-Estado si ningún candidato de este grupo ha ocupado el sillón en los últimos 30 años. La reforma tenía como objetivo facilitar que las minorías étnicas accedan a la Presidencia. Este año le tocó a la etnia malaya dado que el último presidente malayo fue Yusof Ishak (1965-1970). Además los requisitos incluían haber ocupado un cargo público relevante o ser el máximo ejecutivo de una compañía valorada en al menos 500 millones de dólares singapureses (unos 371 millones de dólares o 306 millones de euros), requisito que cumplía dado que presidió el Parlamento. Los otros dos aspirantes, Mohamed Salleh Marican y Farid Khan Kaim Khan, no pudieron postularse como candidatos porque sus respectivas empresas tenía un valor menor.

## Distinciones honoríficas
Distinciones honoríficas singapurenses 
- 2018,   Miembro de I Clase de la Orden de Temasek.[4]